# Ilmenau
För andra betydelser, se Ilmenau (olika betydelser).
Ilmenau är en stad i det tyska förbundslandet Thüringen cirka 40 km söder om Thüringens huvudstad Erfurt. Fågelvägen cirka 16 km västerut ligger den kända vintersportorten Oberhof. Strax söder om staden finns i Gabelbachstal ett vintersportcentrum med såväl områden för alpin skidåkning som en anläggning för backhoppning och bobsleigh.
Sedan 1993 finns i Ilmenau ett tekniskt universitet med omkring 7 000 studerande och cirka 1 700 anställda. Redan 1894 grundades Thüringisches Technikum Ilmenau, som 1953 omvandlades till en teknisk högskola och som 1993 erhöll universitetsstatus.

## Vänorter
- Wetzlar (Hessen, Tyskland)
- Homburg (Saar) (Saarland, Tyskland)
- Blue Ash (USA)
- Târgu Mureș (Rumänien)

## Kända personer
- Andrea Henkel

## Galleri

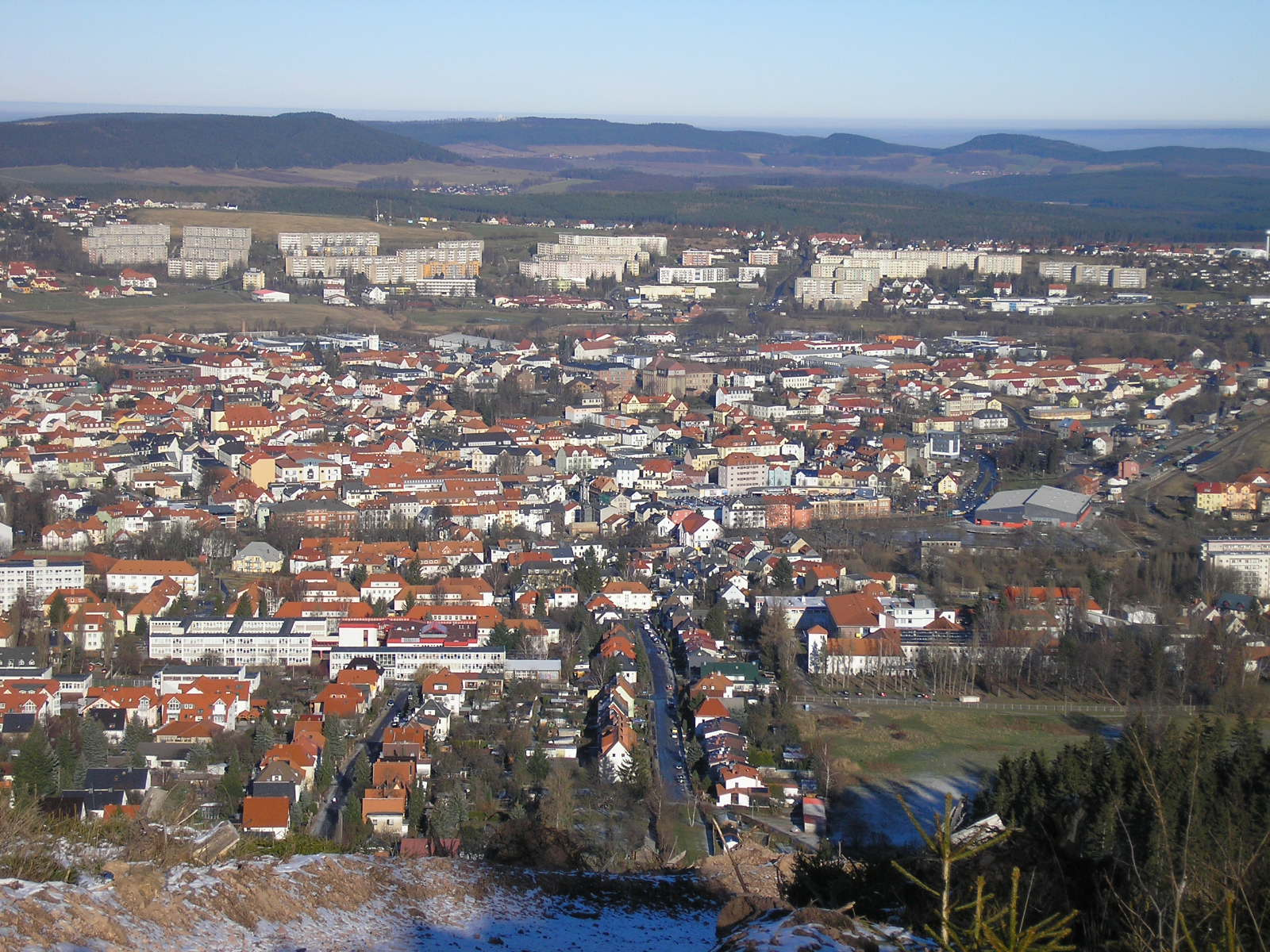
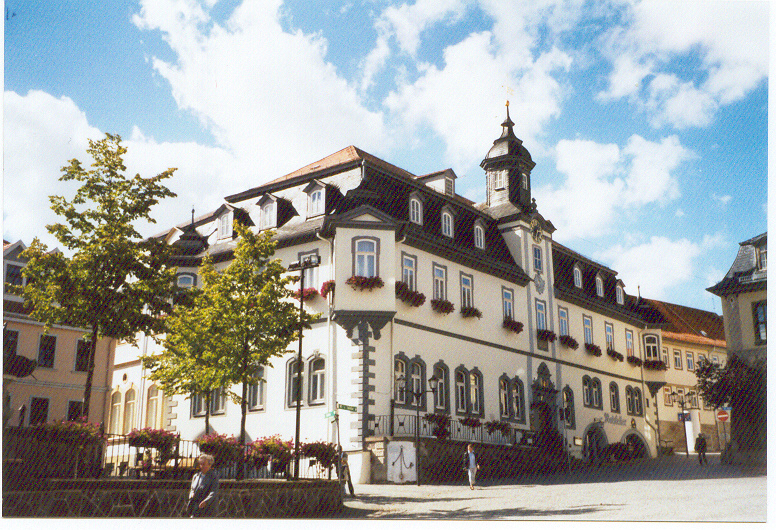
Rådhus
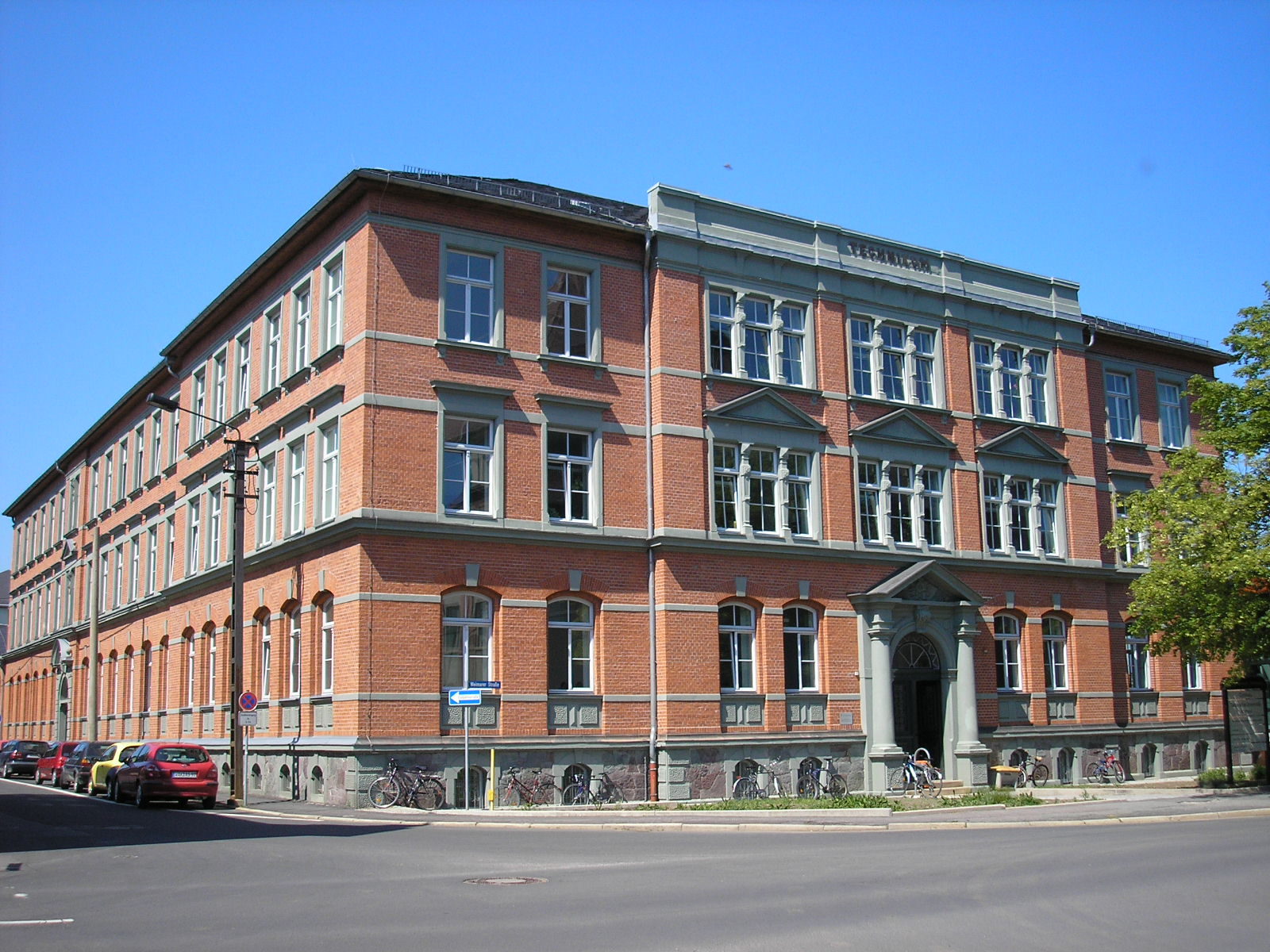
Universitet
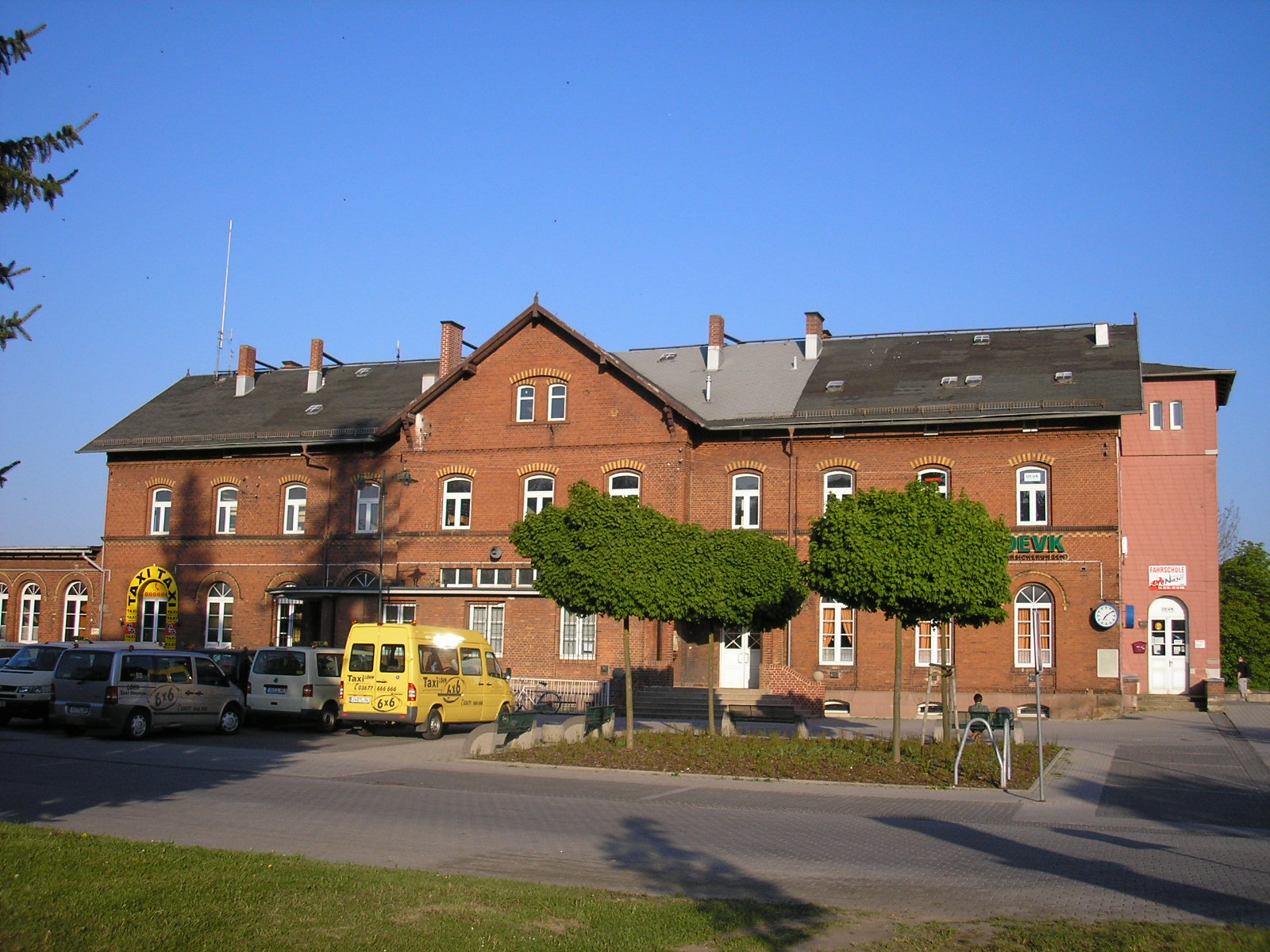
Järnvägsstation